# Miroslav Krobot
Miroslav Krobot (nacido el 12 de noviembre de 1951) es un director de teatro y actor checo. 

## Carrera
Protagonizó la película El hombre de Londres, que participó en el Festival Internacional de Cine de Cannes de 2007.

## Vida personal
Krobot tiene una hija, Lenka Krobotová, quien también es actriz.

## Filmografía seleccionada
- Príbehy obycejného sílenství (2005)
- El hombre de Londres (2007)
- 3 sezóny v pekle (2009)
- Alois Nebel (2011)
- Dom  (2011)
- Odcházení (2011)
- Ve stínu (2012)
- Revival (2013)
- Hořící keř (2013)
- Pokot (2017)
- My Sunny Maad (2021)